# Albaniens riksvapen
Albaniens riksvapen är en omarbetning av Albaniens flagga som baserar sig på Skanderbegs sigill. Ovanför den svarta dubbelhövdade örnen på röd botten är Skanderbegs hjälm med gethorn avbildad. Formatet på vapenskölden är 1:1,5.